# 天下一大五郎シリーズ
『天下一大五郎シリーズ』（てんかいちだいごろうシリーズ）は、東野圭吾による日本の推理小説のシリーズで、『名探偵の掟』を始めとする探偵の天下一大五郎を主人公としたミステリーシリーズ。

## 概要
推理小説にありがちな作品の展開の仕方や、推理作家や読者に対する皮肉を、ユーモアを交えつつ描き出した作品。暗黙の了解となっていて、半ば約束ないし常識になっていることまでも、容赦なく突っ込まれている。また、著者自身推理作家として、作品内で述べた皮肉について「意識している」と語っている。
主要登場人物2人が、自身が小説上の人物であることを自覚した上で作品世界を一旦離れ、推理小説の問題に言及するなど、メタフィクションの要素を含んでいる。

## 登場人物
天下一大五郎（てんかいちだいごろう）
自称「頭脳明晰・博学多才・行動力抜群の名探偵」。大河原警部からは敬遠されているようにも見えるが、舞台裏では作品世界から抜け出して警部と一緒に推理小説の問題点について議論している。事件でわからないことがあれば、大河原警部からこっそりヒントを貰っている。ある事件をきっかけに大の密室嫌いになった。
大河原番三（おおがわらばんぞう）
県警捜査一課警部。42歳。いつも名探偵役である天下一に対して、推理小説定番のへっぽこ警部役を演じている。だが、実際には天下一より事件を早く解決してしまって、わざと真犯人でない容疑者を疑うふりをしている。天下一と同じく、トリックや密室等をただ使えばよい、というような推理小説に対して批判の矢を向けている。『名探偵の呪縛』にも登場している。

## シリーズ
現在2作品が刊行されている。かつて存在した著者の公式サイトの中では、第3弾として『名探偵の使命』を予告していたが、2016年時点でも発売されていない。なお、一時期講談社の刊行予定作品の中に、当シリーズものと思われる東野の作品がISBNが付された状態でアナウンスされていたが、何らかの事情で立ち消えになっている。

### 名探偵の掟
- 単行本：1996年2月25日 講談社 ISBN 4-06-207400-1
- ノベルス：1998年04月05日 講談社ノベルス　ISBN 4-06-182015-X
- 文庫本：1998年04月05日 講談社文庫 ISBN 4-06-264618-8

天下一大五郎の初出演作。

### 名探偵の呪縛
- 文庫本：1996年10月15日　講談社文庫　ISBN 4-06-263349-3

### 名探偵の使命
- 東野曰く，シリーズ第3弾を上梓予定。

## 関連作品
- 本格推理関連グッズ鑑定ショー（『毒笑小説』に収録、1996年集英社、1999年集英社文庫）
  - 第一章「密室宣言 - トリックの王様」の真相が再検討される。